# Joke Menkveld
Joke Menkveld (1955) is een voormalige Nederlandse atlete, die was gespecialiseerd in de lange afstand.

## Loopbaan
Menkveld, die lid was van de Apeldoornse atletiekvereniging AV '34, won tweemaal de marathon van Apeldoorn (1986, 1987). Bij de eerste keer debuteerde zij op deze afstand en realiseerde zij gelijk haar beste prestatie ooit.
In 1985 won Menkveld de Zevenheuvelenloop (15 km) in 57.28 en een jaar later werd zij vierde met 57.16.

## Persoonlijk record
| Onderdeel | Prestatie | Datum           | Plaats    |
| --------- | --------- | --------------- | --------- |
| marathon  | 2:57.25   | 1 februari 1986 | Apeldoorn |

## Palmares

### 15 km
- 1985:  Zevenheuvelenloop - 57.28
- 1986: 4e Zevenheuvelenloop - 57.16

### marathon
- 1986:  marathon van Apeldoorn - 2.57.25
- 1987:  marathon van Apeldoorn - 3.02.04